# Tkalec (priimek)
Tkalec je priimek več znanih Slovencev:
- Denis Tkalec (*1991), nogometaš
- Jožef Tkalec (1897–1976), salezijanec, ravnatelj v Marijanišču
- Marko Tkalec (*1977), tenisač
- Peter Tkalec, športni strelec (nekdanji policist)
- Saša Tkalec, dr.?
- Tomislav Tkalec, politolog, energetski in ekološki strokovnjak
- Vilmoš Tkalec (1894-1950), učitelj in politik
- Vladimir Tkalec (*1947), učitelj in politik